# Receptor metabotrópico de glutamato 6
O receptor metabotrópico de glutamato 6 é uma proteína que em seres humanos é codificada pelo gene GRM6.  Os receptores metabotrópicos de glutamato são uma família de receptores acoplados à proteína G.